# Montagny-les-Lanches
Montagny-les-Lanches è un comune francese di 579 abitanti situato nel dipartimento dell'Alta Savoia della regione dell'Alvernia-Rodano-Alpi.

## Società

### Evoluzione demografica
Abitanti censiti